# Julián López (football)
Pour les articles homonymes, voir Julián López et López.
Julián López est un footballeur argentin né le 8 janvier 2000 à Avellaneda. Il évolue au poste de milieu de terrain au Racing Club.

## Biographie

### En sélection
Avec l'équipe d'Argentine des moins de 20 ans, il participe au championnat sud-américain des moins de 20 ans en début d'année 2019. Lors de cette compétition, il joue quatre matchs. Les argentins terminent deuxième du tournoi, derrière l'Équateur.

## Palmarès
- Deuxième du championnat de la CONMEBOL en 2019 avec l'équipe d'Argentine des moins de 20 ans